# Coenagrion ecornutum
Coenagrion ecornutum là một loài chuồn chuồn kim trong họ Coenagrionidae.
Coenagrion ecornutum được Selys miêu tả khoa học năm 1872.